# 巴塞尔瑞士车站
巴塞尔瑞士联邦铁路车站（德語：Bahnhof Basel SBB），亦稱巴塞尔中央车站（Basel Centralbahnhof）或巴塞尔瑞士车站（Basel Schweizer Bahnhof），是欧洲规模最大的边境铁路车站，于1854年投入使用，并在1900年至1907年间进行彻底重建。正如其名称所暗示的，该站由瑞士联邦铁路所拥有。这主要是与巴塞尔市内的第二大车站、位于莱茵河对岸的巴塞尔巴登车站作区分，而后者是由德国铁路运营。
从巴塞尔出发前往瑞士其它地区（或意大利），以及前往德国的绝大多数长途列车和部分区域列车，甚至前往巴黎的TGV列车和进入阿尔萨斯的部分区域列车，都会在巴塞尔瑞士车站停靠。其它前往法国的列车则停靠于由法国国家铁路经营的巴塞尔法国车站，實際上位於巴塞尔瑞士车站内，但拥有独立的接待大堂及站台。
1907年建成的车站主体是一座典型的新巴洛克式建筑，它目前已被纳入瑞士国家和区域重要文化财产名录。中央铁路广场（Centralbahnplatz）紧邻车站，这是巴塞尔有轨电车网络的重要枢纽，并设有巴士总站提供直达欧洲机场的巴士服务。